# 赤松常子
赤松 常子（あかまつ つねこ、1897年8月11日 - 1965年7月21日）は、日本の労働運動家、政治家。参議院議員（3期）。日本社会党初代婦人部長。

## 来歴
山口県都濃郡徳山村（現・周南市）生まれ。祖父は徳応寺住職の赤松連城。兄に宗教学者の赤松智城、衆議院議員の赤松克麿がいる。
徳山高等女学校（現山口県立徳山高等学校）を経て、1913年、京都女子専門学校入学。在学中は、賀川豊彦の社会事業に協力。その後、2年で大学を中退。1923年、上京し労働運動に取り組む。同年9月に発生した関東大震災における賀川豊彦の罹災者救済活動に協力。
1925年日本労働総同盟婦人部にはいる。この間、野田醤油労働争議に参加。1940年、日本労働総同盟は自主解散し、大日本産業報国会に組み入れられた。
1945年11月21日に治安警察法が廃止され、結社権が復活。次いで同年12月17日の改正衆議院議員選挙法公布により女性の国政参加がついに認められ、11月から12月にかけて誕生した日本社会党、日本自由党、日本進歩党、日本協同党、および再建された日本共産党の間で、女性議員候補の獲得合戦が始まった。各党は競い合うように「婦人部」をつくり、その部長として著名人の取り込みも始めた。赤松は11月2日に結成された日本社会党の婦人部長に就任した。
同月、赤松、羽仁説子、加藤シヅエ、宮本百合子、佐多稲子、山本杉、山室民子、松岡洋子の8人が呼びかけ人となり、婦人団体結成に向けた運動を開始。準備会が重ねられ、1946年3月16日、「婦人民主クラブ」の創立大会が神田共立講堂で行われた。初代委員長には松岡が就いた。
1946年の日本労働組合総同盟・ゼンセン同盟の結成に努力。
1947年の第1回参議院議員通常選挙に全国区から日本社会党公認で立候補し、初当選。1948年、芦田内閣厚生政務次官。
1960年1月24日、社会党を離党した西尾末広らによって民主社会党（民社党）の結党大会が開かれ、赤松を含む参議院議員16人、衆議院議員38人が結党に参加した。
1961年4月13日、民社党系の女性団体「日本婦人教室の会」（のちに「日本民主婦人の会」に改称）が設立され、赤松は会長に就任した。
議員退任直後の1965年7月21日、静岡県田方郡韮山町の温泉で死去した。67歳没。同月23日、特旨を以て位記を追賜され、死没日付をもって正四位勲二等に叙され、宝冠章を追贈された。

## 家族
- 祖父 - 赤松連城[13]（僧侶）
- 父 - 赤松照幢（徳応寺住職、歌人与謝野鉄幹の兄）
- 兄弟
  - 赤松克麿 - 国家社会主義運動家・衆議院議員
  - 赤松智城 - 京城帝国大学教授
  - 赤松五百麿 - 右翼活動家